# 伊尔施街道
伊尔施街道是中华人民共和国内蒙古自治区兴安盟阿尔山市下辖的一个街道办事处，2013年2月28日挂牌成立。阿尔山口岸及阿尔山北站位于该街道辖区内。

## 行政区划
伊尔施街道下辖以下地区：
新区社区、旺岸社区。